# Ljubiša Beara
Ljubiša Beara (Sarajevo, Bosnia y Herzegovina; 14 de julio de 1939 - 8 de febrero de 2017) fue un militar serbio-bosnio que participó en la Guerra de Bosnia. Fue coronel y Jefe de Seguridad del Estado Mayor del Ejército de la República Srpska.
El 26 de marzo de 2002, el Tribunal Penal Internacional para la ex Yugoslavia emitió una acusación en su contra por su rol durante la Masacre de Srebrenica. Se entregó a la justicia y fue transferido a La Haya el 10 de octubre de 2004. Dos días después, ingresó a la Sala, sin ofrecer resistencia alguna. El 10 de junio de 2010, la Sala de Primera Instancia entregó un veredicto en el que afirmaba que "era el oficial de más alto rango de la División de Seguridad y tenía la visión más clara en conjunto del grado y alcance masivo de esta operación genocida. Desde su presencia en Bratunac en la noche del 13 de julio, visitó personalmente varios lugares de detención y de ejecución y afrontó diversos problemas logísticos en todas partes, Beara tuvo una visión muy personal de la asombrosa cantidad de víctimas destinadas a ser ejecutadas. Con la carga de ese conocimiento,  se convirtió, en opinión de la Sala de Primera Instancia, una fuerza impulsora detrás de esta empresa asesina". La Cámara determinó que Beara fue un miembro de la JCE para asesinar a bosnios musulmanes de sexo masculino en Srebrenica, y que participó en la ya mencionada JCE con fines persecutorios. 
La Cámara estaba convencida de que, en julio de 1995, Beara era un hombre decidido en exterminar a un grupo asesinando a todos los miembros que tuviese a su alcance, y que, más allá de toda duda razonable,  había encubierto sus intenciones genocidas. Fue declarado culpable de genocidio, exterminio, asesinato y persecución y sentenciado a cadena perpetua.
Falleció el 8 de febrero de 2017, a los 77 años.